# Filó
Filipe André Paula da Rocha, meglio noto come Filó (Espinho, 19 maggio 1972), è un allenatore di calcio ed ex calciatore portoghese, di ruolo difensore, tecnico dell'Oliveirense.